# Campeonato Paulista de Futebol Feminino Sub-17 de 2021
O Campeonato Paulista Feminino Sub-17 de 2021 foi a quinta edição deste evento esportivo, um torneio estadual de futebol feminino organizado pela Federação Paulista de Futebol (FPF).
O torneio compreendeu quatro distintas fases e envolveu a participação de um total de 11 clubes, ocorrendo no período de 30 de outubro a 5 de dezembro. Foi a segunda edição do torneio reduzida devido aos acontecimentos da pandemia de COVID-19. O torneio começou com a divisão dos participantes em dois grupos, onde os clubes jogaram contra seus oponentes do mesmo grupo em partidas de turno. Nas fases seguintes, os clubes avançaram com base nos resultados de jogos únicos, reduzindo gradualmente o número de participantes a cada fase, culminando na disputa da final do torneio.
O título da edição foi conquistado pelo São Paulo, que venceu a decisão contra o Corinthians na Neo Química Arena. Este triunfo marcou o quarto título na história do clube paulistano neste torneio.

## Antecedentes
Em 22 de fevereiro de 2017, a FPF organizou um congresso técnico que estabeleceu a criação do torneio. No mesmo dia, a entidade divulgou o regulamento da primeira edição. e emitiu um comunicado declarando que o campeonato tinha como objetivo principal "fomentar o futebol feminino, atraindo mais praticantes para a modalidade e gerando novos talentos para o futuro do esporte no Brasil". Notavelmente, este foi o primeiro campeonato de base de futebol feminino no Brasil. Posteriormente, outras competições semelhantes surgiram, como o Campeonato Brasileiro Sub-16 e Sub-18.
O São Paulo se destacou ao conquistar três dos quatro primeiros títulos disputados. O primeiro título do clube foi conquistado com uma equipe de atletas com menos de quinze anos, em parceria com o Centro Olímpico e sob o comando de Thiago Viana. Elas derrotaram o São José na decisão. Os dois títulos subsequentes foram conquistados contra Audax e Santos. No ano de 2020, o Santos venceu o título ao derrotar a Ferroviária na final, em uma edição marcada pelo menor número de participantes e datas.

## Formato e participantes
A edição em questão contou com a participação de 11 clubes, os quais foram divididos em dois grupos diferentes. Um destes grupos acomodaram cinco clubes, enquanto o outro continha seis. O formato da competição envolveu confrontos diretos entre os membros dos grupos, em partidas de ida. A progressão no torneio foi definida da seguinte maneira: os quatro clubes mais bem colocados de cada grupo avançaram para as quartas de final. O chaveamento dos confrontos das quartas de final foi estabelecido de acordo com o desempenho geral das equipes ao longo do torneio.
| Equipe              | Cidade              | Participações | Títulos               |
| ------------------- | ------------------- | ------------- | --------------------- |
| Brothers            | Votuporanga         | —             | —                     |
| Centro Olímpico     | São Paulo           | 4             | —                     |
| Corinthians         | São Paulo           | 2             | —                     |
| Ferroviária         | Araraquara          | 4             | —                     |
| Inter de Franca     | Franca              | 1             | —                     |
| Red Bull Bragantino | Bragança Paulista   | —             | —                     |
| Rezende             | Piracicaba          | —             | —                     |
| Santos              | Santos              | 3             | 1 (2020)              |
| São Paulo           | São Paulo           | 4             | 3 (2017, 2018 e 2019) |
| Ska Brasil          | Santana de Parnaíba | —             | —                     |
| União Mogi          | Mogi das Cruzes     | —             | —                     |

## Primeira fase
A primeira rodada da competição ocorreu em 30 de outubro e se destacou pelas goleadas do Centro Olímpico e Brothers, que juntos marcaram 17 gols em apenas duas partidas. No dia seguinte, a primeira rodada foi concluída com mais três jogos. Em 17 de novembro, Ferroviária e Santos se tornaram os primeiros clubes a garantirem vaga nas quartas de final. Quatro dias depois, a fase de grupos chegou ao fim com a eliminação de apenas três clubes: Inter de Franca, SKA Brasil e União Mogi.

## Fases finais
No dia 24 de novembro, as quartas de final começaram com três partidas, onde Corinthians, Santos e São Paulo venceram de forma convincente seus adversários Brothers, Rezende e Red Bull Bragantino, respectivamente. A Ferroviária também avançou após uma goleada sobre o Centro Olímpico no dia seguinte. Na fase das semifinais, os confrontos foram mais equilibrados. O São Paulo avançou após eliminar o Santos nos pênaltis, enquanto o Corinthians venceu a Ferroviária por 3–2.
Em 5 de dezembro, Corinthians e São Paulo se enfrentaram na Neo Química Arena pela final do torneio. O clássico Majestoso terminou com a vitória do São Paulo por 2–0, dando ao clube o seu quarto título na história da competição.
|  | Quartas de final                | Quartas de final        |                               |       | Semifinais | Semifinais |  |  | Final | Final |
|  |                                 |                         |                               |       |            |            |  |  |       |       |
|  | Adhemar de Barros, Araraquara   |                         |                               |       |            |            |  |  |       |       |
|  |                                 |                         |                               |       |            |            |  |  |       |       |
|  | Ferroviária                     | 5                       |                               |       |            |            |  |  |       |       |
|  | Ferroviária                     | 5                       | Adhemar de Barros, Araraquara |       |            |            |  |  |       |       |
|  | Centro Olímpico                 | 0                       |                               |       |            |            |  |  |       |       |
|  | Centro Olímpico                 | 0                       | Ferroviária                   | 2     |            |            |  |  |       |       |
|  | Arena Plínio Marin, Votuporanga |                         | Ferroviária                   | 2     |            |            |  |  |       |       |
|  |                                 | Corinthians             | 3                             |       |            |            |  |  |       |       |
|  | Brothers                        | Corinthians             | 3                             | 0     |            |            |  |  |       |       |
|  | Brothers                        |                         | Neo Química Arena, São Paulo  | 0     |            |            |  |  |       |       |
|  | Corinthians                     | 4                       |                               |       |            |            |  |  |       |       |
|  | Corinthians                     | 4                       | Corinthians                   | 0     |            |            |  |  |       |       |
|  | CT Rei Pelé, Santos             |                         | Corinthians                   | 0     |            |            |  |  |       |       |
|  |                                 | São Paulo               | 2                             |       |            |            |  |  |       |       |
|  | Santos                          | São Paulo               | 2                             | 7     |            |            |  |  |       |       |
|  | Santos                          | Urbano Caldeira, Santos |                               | 7     |            |            |  |  |       |       |
|  | Rezende                         | 0                       |                               |       |            |            |  |  |       |       |
|  | Rezende                         | 0                       | Santos                        | 2 (3) |            |            |  |  |       |       |
|  | José Liberatti, Osasco          |                         | Santos                        | 2 (3) |            |            |  |  |       |       |
|  |                                 | São Paulo (p.)          | 2 (5)                         |       |            |            |  |  |       |       |
|  | São Paulo                       | São Paulo (p.)          | 2 (5)                         | 5     |            |            |  |  |       |       |
|  | São Paulo                       |                         |                               | 5     |            |            |  |  |       |       |
|  | Red Bull Bragantino             | 0                       |                               |       |            |            |  |  |       |       |
|  | Red Bull Bragantino             | 0                       |                               |       |            |            |  |  |       |       |

- As equipes que estão na parte superior do confronto possuem o mando de campo e em negrito as equipes classificadas.

### Gerais
- «Tabela do Campeonato Paulista Feminino Sub-17 de 2021». Futebol Interior. Consultado em 16 de novembro de 2022. Cópia arquivada em 16 de novembro de 2022
- «Regulamento do Campeonato Paulista Feminino Sub-17 de 2021» (PDF). Federação Paulista de Futebol. Consultado em 5 de dezembro de 2021. Cópia arquivada (PDF) em 5 de dezembro de 2021

### Específicas
1. ↑  «São Paulo vence Corinthians em Itaquera e conquista Paulistão feminino sub-17». Gazeta Esportiva. 5 de dezembro de 2021. Consultado em 5 de dezembro de 2021. Cópia arquivada em 5 de dezembro de 2021
2. ↑  «São Paulo vence Corinthians em Itaquera e fatura o tetracampeonato do Paulistão Feminino Sub-17». Lance!. 5 de dezembro de 2021. Consultado em 16 de novembro de 2022. Cópia arquivada em 5 de dezembro de 2021
3. 1 2 3  «Federação Paulista cria campeonato estadual feminino sub-17». GloboEsporte.com. 23 de fevereiro de 2017. Consultado em 1 de setembro de 2018. Cópia arquivada em 2 de setembro de 2018
4. ↑  «FPF anuncia criação de Campeonato Paulista feminino sub-17». Gazeta Esportiva. 23 de fevereiro de 2017. Consultado em 1 de setembro de 2018. Cópia arquivada em 2 de setembro de 2018
5. ↑  Adalberto Leister Filho (24 de fevereiro de 2017). «FPF faz Paulista feminino sub-17 pela primeira vez». Máquina do Esporte. Consultado em 1 de setembro de 2018. Arquivado do original em 26 de fevereiro de 2017
6. ↑  «Ferroviária vence na estreia do Brasileiro Feminino Sub-16». Revista Comércio, Indústria e Agronegócio. 8 de dezembro de 2019. Consultado em 30 de agosto de 2020. Cópia arquivada em 17 de janeiro de 2020
7. ↑  Fernanda Silva (15 de janeiro de 2019). «CBF amplia calendário do feminino e cria competição de base». Olimpíada Todo Dia. Consultado em 30 de agosto de 2020. Cópia arquivada em 30 de agosto de 2020
8. ↑  Raoni David (18 de junho de 2017). «São José vence por 1 a 0, mas São Paulo segura pressão e fica com o título». Federação Paulista de Futebol. Consultado em 3 de outubro de 2020. Cópia arquivada em 3 de outubro de 2020
9. ↑  Ana Luiza Rosa (2 de dezembro de 2018). «São Paulo é bicampeão Paulista Feminino Sub-17». São Paulo. Consultado em 3 de outubro de 2020. Cópia arquivada em 20 de fevereiro de 2020
10. ↑  «Com 'drible Ronaldinho', São Paulo é tricampeão paulista feminino sub-17». Lance!. 1 de dezembro de 2019. Consultado em 30 de agosto de 2020. Cópia arquivada em 30 de agosto de 2020
11. ↑  «Santos supera a Ferroviária e conquista título inédito em Araraquara». Federação Paulista de Futebol. 9 de dezembro de 2020. Consultado em 2 de janeiro de 2021. Cópia arquivada em 2 de janeiro de 2021
12. ↑  «FPF confirma a realização do Paulista Feminino Sub-17 em 2020». Federação Paulista de Futebol. 23 de setembro de 2020. Consultado em 14 de novembro de 2020. Cópia arquivada em 5 de outubro de 2020
13. ↑  «São Paulo conhece as datas dos confrontos do Campeonato Paulista Feminino Sub-17; veja a tabela». Lance!. 20 de outubro de 2021. Consultado em 5 de dezembro de 2021. Cópia arquivada em 20 de outubro de 2021
14. ↑  «Centro Olímpico e Brothers FC goleiam na abertura com direito a 17 gols em dois jogos». Federação Paulista de Futebol. 30 de outubro de 2021. Consultado em 5 de dezembro de 2021. Cópia arquivada em 5 de dezembro de 2021
15. ↑  «Corinthians goleia, Red Bull Bragantino vence e SanSão termina sem gols». Federação Paulista de Futebol. 31 de outubro de 2021. Consultado em 5 de dezembro de 2021. Cópia arquivada em 5 de dezembro de 2021
16. ↑  «Santos e Ferroviária goleiam e se garantem nas quartas de finais». Federação Paulista de Futebol. 17 de novembro de 2021. Consultado em 5 de dezembro de 2021. Cópia arquivada em 5 de dezembro de 2021
17. ↑  «Mesmo derrotado, Centro Olímpico se garante nas quartas e define vagas». Federação Paulista de Futebol. 21 de novembro de 2021. Consultado em 5 de dezembro de 2021. Cópia arquivada em 5 de dezembro de 2021
18. ↑  «PAULISTA FEMININO SUB 17: Mesmo derrotado, Centro Olímpico se garante nas quartas e define classificados». Futebol Interior. 21 de novembro de 2021. Consultado em 5 de dezembro de 2021. Cópia arquivada em 29 de novembro de 2021
19. ↑  «PAULISTA FEMININO SUB-17: Em tarde de goleadas, Santos, São Paulo e Corinthians se classificam». Futebol Interior. 24 de novembro de 2021. Consultado em 5 de dezembro de 2021. Cópia arquivada em 29 de novembro de 2021
20. ↑  «PAULISTA FEMININO SUB-17: Ferroviária goleia Centro Olímpico e garante última vaga às semifinais». Futebol Interior. 25 de novembro de 2021. Consultado em 5 de dezembro de 2021. Cópia arquivada em 26 de novembro de 2021
21. ↑  «Ferroviária goleia o Centro Olímpico e está na semifinais do Paulista Feminino Sub-17». Revista Comércio, Indústria e Agronegócio. 25 de novembro de 2021. Consultado em 5 de dezembro de 2021. Cópia arquivada em 26 de novembro de 2021
22. ↑  Carlos André de Souza (25 de novembro de 2021). «Guerreiras chegam à semifinal no Paulista Sub-17». Portal Morada. Consultado em 5 de dezembro de 2021. Cópia arquivada em 5 de dezembro de 2021
23. ↑  «PAULISTA FEMININO SUB-17: Nos pênaltis, São Paulo elimina o Santos e garante vaga na final». Futebol Interior. 28 de novembro de 2021. Consultado em 5 de dezembro de 2021. Cópia arquivada em 30 de novembro de 2021
24. ↑  Carlos André de Souza (28 de novembro de 2021). «Guerreiras perdem na semi do Paulista Sub-17». Portal Morada. Consultado em 5 de dezembro de 2021. Cópia arquivada em 1 de dezembro de 2021
25. ↑  «Ferroviária perde para o Corinthians e está eliminada do Paulista Feminino Sub-17». Revista Comércio, Indústria e Agronegócio. 28 de novembro de 2021. Consultado em 5 de dezembro de 2021. Cópia arquivada em 30 de novembro de 2021
26. ↑  «Final do Paulistão Feminino Sub-17, entre Corinthians e São Paulo, tem reserva de ingressos liberada». UOL. 3 de dezembro de 2021. Consultado em 5 de dezembro de 2021. Cópia arquivada em 5 de dezembro de 2021
27. ↑  Roberta Nina (5 de dezembro de 2021). «SÃO PAULO VENCE CORINTHIANS E CONQUISTA 4º TÍTULO PAULISTA SUB-17». Dibradoras. Consultado em 5 de dezembro de 2021. Cópia arquivada em 5 de dezembro de 2021
28. ↑  «São Paulo vence o Corinthians e é tetracampeão estadual». Federação Paulista de Futebol. 5 de dezembro de 2021. Consultado em 5 de dezembro de 2021. Cópia arquivada em 5 de dezembro de 2021
29. ↑  «PAULISTA FEMININO SUB-17: São Paulo vence o Corinthians na Arena e é tetracampeão». Futebol Interior. 5 de dezembro de 2021. Consultado em 5 de dezembro de 2021. Cópia arquivada em 5 de dezembro de 2021